# Casa Frescobaldi dello Sprone
La casa Frescobaldi dello Sprone è un edificio storico del centro di Firenze, situato in borgo San Jacopo 33, angolo piazza Frescobaldi e via dello Sprone 20, nel quartiere di Oltrarno. 

## Storia e descrizione
L'edificio determina l'acuta cantonata tra borgo San Jacopo e via dello Sprone con un basso corpo di fabbrica superiormente a terrazza con, al vertice, una piccola loggia aggettante su mensole a fungere da belvedere sulle strade che qui si incontrano. 
Sul fronte arretrato della casa è posto un busto in marmo raffigurante il granduca Ferdinando I de' Medici, con relativa iscrizione dedicatoria e la data 1595. Vi si legge:
| FERDINANDI MEDICI MAG · HETRVRIAE DVCI III OPTIMO PRINCIPI BENEFACTORI SVO M.D.XCV. |

Traduzione: «A Ferdinando de' Medici, terzo granduca di Toscana, ottimo sovrano e benefattore suo (del proprietario della casa), 1595».
Lo sprone, in pietra, è arricchito da uno scudo con l'arme dei Medici e da una fontana (da considerare non di pertinenza della casa ma squisito elemento di arredo urbano) con la vasca a forma di conchiglia e con lo zampillo che esce da un mascherone grottesco, il tutto di pretto gusto tardo manierista, solo recentemente ricondotta al termine dei lavori dell'acquedotto voluto da Ferdinando II de' Medici, nel 1638-1639, ed eseguita dallo scultore Francesco Generini. A
L'edificio ha accesso principale in borgo San Jacopo dal civico 33, segnato da uno scudo con il campo contrassegnato da un leone coronato e da una croce. L'ingresso da via dello Sprone, al numero 20, è tamponato.

## Bibliografia

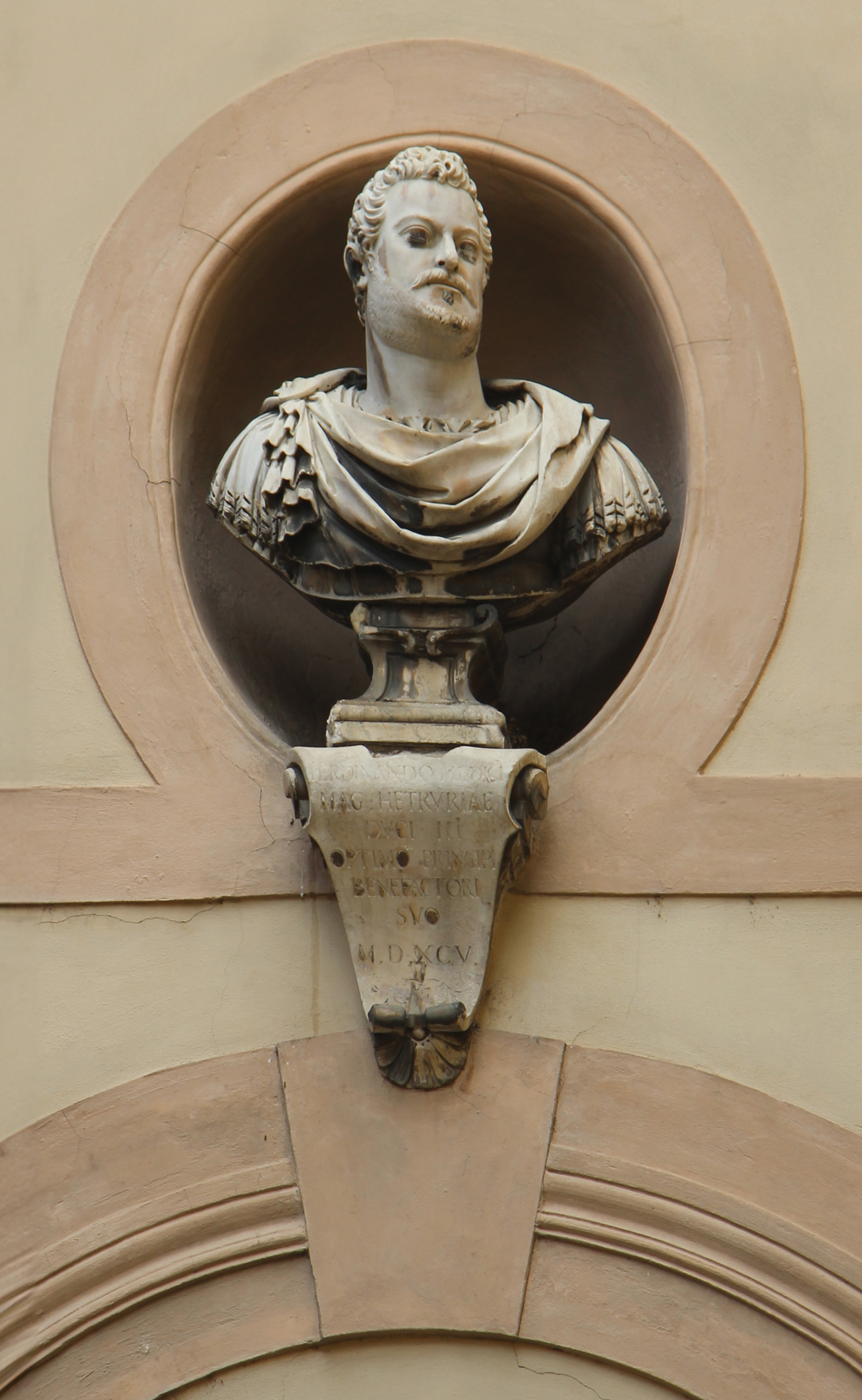
Il busto di Ferdinando I de' Medici